# Luckner Cambronne
Luckner J. Cambronne (* 23. Oktober 1930 in Arcahaie, Haiti; † 24. September 2006 in Miami, Florida) war zur Zeit der Duvalier-Diktatur in Haiti Abgeordneter, Innenminister und Sonderbeauftragter sowohl von „Papa Doc“ François Duvalier als auch seines Sohnes „Baby Doc“ Jean-Claude Duvalier. 
Cambronne war Leiter des für seine Gewalttaten berüchtigten Inlandsgeheimdienstes MVSN, besser bekannt unter dem Namen „Tontons Macoutes“. Er wurde als Personifikation des blutigen Regimes von „Papa Doc“ Duvalier wahrgenommen, als dessen rechte Hand er galt, mit einer Machtfülle, die nur dem Diktator selbst nachstand.

## Politischer Aufstieg
Cambronne begann seine politische Karriere während der 1960er Jahre als Abgeordneter der Ortschaft Cabaret im Norden von Port-au-Prince, wurde dann Minister für öffentliche Arbeiten (Bauminister), Innen- und Verteidigungsminister, sodann im Verlaufe der ersten Jahre der Duvalier-Diktatur zur Grauen Eminenz des Regimes.
Als Nachfolger von Clément Barbot wurde der Günstling des Diktators zum Verantwortlichen für die Verfassungsrevision von 1964 bestimmt. Diese sollte später dem damals erst 19-jährigen Sohn Jean-Claude Duvalier des offiziell an einem Gehirnschlag verstorbenen Diktators erlauben, das Machtvakuum zu füllen.
In ihrem Werk mit der Bezeichnung „Haiti, zehn Jahre geheime Geschichte“ beschreiben die Franzosen Nicolas Jallot und Laurent Lesage die Erklärung Cambronnes, durch die er versuchte, das politische Statut, das Francois Duvalier seinen Erben hinterlassen hatte, als „natürlich“ zu legitimieren: „Diese Wahl ist vernünftig, wenn man die höchsten Herz- und Geistesqualitäten in Betracht zieht, die der Erbe besitzt, der vierzehn Jahre lang in der unmittelbaren Umgebung seines bekannten Vaters gelebt hat, Jahre, während deren er mit dem Staatspräsidenten die Prüfungen und die Siege der Revolution geteilt hat.“

## Machtwechsel auf den Sohn „Baby Doc“
Cambronne war zusammen mit dem General Claude Raymond, Chef der Forces Armées d'Haïti, der Schlüssel zum Machtübergang nach dem Tode von Papa Doc. Luckner Cambronne wurde lebenslanger Sonderberater des jungen Präsidenten und sein Mentor in der Politik. Um den genussfreudigen jungen „Baby Doc“ zu stimulieren, zu Beginn bestimmte Verantwortungen zu übernehmen, hatte Cambronne beschlossen, „ihm eine Entspannung zu gewähren“, indem er den strategischen Posten des besonderen Sekretärs des Staatspräsidenten seinem ex-Kameraden der Klasse an der Militärschule von St-Louis de Gonzague und guten Freund Claude-Auguste Douyon zuschanzte, ein Mann, der unter dem Namen „Ti Pouche Douyon“ ein bekannter Dandy war. Der britische Journalist Bernard Diederich, Zeuge der bleiernen Jahre unter Duvalier, unterstreicht in Band I des Buches „Der Preis des Blutes“, dass Luckner Cambronne einer der einflussreichsten Männer des Regimes war.

## Beteiligung an Massenmorden
Im Jahre 1964, während Tausende von Gegnern verschwanden, hatte Cambronne das Amt für öffentliche Arbeiten an den Seiten anderer  Kabinettsmitglieder wie Clovis Désinor (Finanzen), Hervé Boyer (Handel), René Chalmers (auswärtige Angelegenheiten) und Adrien Raymond (Staatssekretär im selben Ministerium) inne.
Diederich, dessen Schriftstücke vom Intellektuellen und leidenschaftlichen Verteidiger der Menschenrechte Jean-Claude Bajeux ins Französische übersetzt wurden, vermerkte ebenfalls die blutige Rolle Cambronnes bei dem Vorgehen des Duvalier-Regimes, die Guerilla zu bändigen. Diese Vorgänge waren im Jahre 1969 bei Cazale in der Nähe von Cabaret durch ländliche und intellektuelle Führer der vereinten Partei der haitianischen Kommunisten (PUCH) und der Partei des Volksabkommens (PEP) wie Jérémie Eliazer, Alix Lamaute, Roger Méhu und Gérald Brisson ausgelöst worden.
Die Frau des letzteren, Jacqueline Volel Brisson, Dr. Adrien Sansaricq und andere Militante organisierten in derselben Zeit den Widerstand gegen Port-au-Prince. Cambronne leitete persönlich die Operationen, die zu zahlreichen willkürlichen Verhaftungen und Massenexekutionen führten.
Auf Seite 359 berichtet der Autor über dies „Ende des Monats März“: Rassoul Labuchin war verhaftet worden. Monique Brisson und ihre drei Wochen alte Tochter wurden unter Hausarrest gestellt. Monique Brisson wurde drei Tage lang in den Dessalines-Kasernen vom Oberst Bretonees Claude und von Luckner Cambronne verhört. „Sie wollten Auskünfte über Gérald Brisson, über Kontakte zu ihm, die ich mit ihm gehabt hätte. Aber ich habe ihnen die einfache Wahrheit genannt, daß ich Gérald seit 1966 in Paris nicht mehr sah“, bekannte Frau Brisson.
Im Jahre 1961, als Duvalier in seinem größenwahnsinnigen Delirium das Bauprojekt der gewaltigen Stadt „Duvalier-Ville“ (Cabaret) einführte, vertraute er die Sammlung der Finanzmittel, die für den Verlauf der Arbeiten notwendig waren, seinem wichtigsten Mitarbeiter Cambronne an.

## Staatsbankrott
Im Rahmen dessen, was seinerzeit „die Bewegung der nationalen Erneuerung“ genannt wurde, erlegte er den Staatsbeamten Gehaltsabzüge auf und drohte direkt jenen, die widerstehen wollten: „Ein guter Duvaliérist ist hierfür bereit, seine Kinder zu töten, und die Kinder sind bereit, hierfür ihre Eltern und Familienmitglieder zu töten“, hatte ein überglücklicher Luckner Cambronne von der Rednertribüne der Abgeordnetenkammer erklärt. So steht es im Buch „Niemals, niemals mehr“, ein Buch des Zentrums der Forschung, wirtschaftlicher und sozialer Bildung für die Entwicklung (CRESFED), das im Jahre 2000 unter der Leitung Professors Gérard Stein-Charles veröffentlicht wurde. Cambronne war im Kern an dieser berüchtigten Unterdrückungsmaschinerie beteiligt, zusammen mit Claude Breton, Luc Désir, Edner Day, Zacharie Delva, Albert Pierre alias Ti Boulé usw.
Der Luckner Cambronne hatte auch großen Anteil an den Machenschaften der haitianischen Blutbank, die den Tod von zahlreichen Haitianern benachteiligter Schichten verursacht hatte und viel Geld für die Mächtigen des Regimes Duvalier heranschaffte. Die „Bank des schwarzen Blutes“ entstand mit Hilfe von André Labay, eines Unternehmers, Kino-Produzenten und französischen Mafiosos, der bereits ca. 400 Geschäfte im Jemen, in Libanon und in Afrika gemacht hatte. Kurz nach seiner Ankunft in Haiti war er mit Duvalier vertraut geworden und wurde sogar Liebhaber dessen älterer Tochter Marie-Denise.
Cambronne war bevorzugter Vermittler bei mehreren Geheimtransaktionen zwischen Haiti, den Vereinigten Staaten und Griechenland, und er war der Verantwortliche für die Ausgabe von 50.000 Goldbriefmarken mit dem Bildnis des haitianischen Diktators. Der Söldner Labay war Geschäftspartner von Cambronne bei diesem berühmtgewordenen Laboratorium, das im Zentrum von Port-au-Prince errichtet wurde. Das Labor kaufte von Haitianern zum Preis von fünfzehn Guineen (drei US-Dollar nach dem Wechselkurs zu jener Zeit) einen Liter Blutplasma an. Das Produkt wurde in die Vereinigten Staaten, nach Deutschland und nach Schweden exportiert, wo es in Krankenhäusern benutzt wurde. Dieser Blutskandal und andere zweideutige Aktivitäten bewogen Jean-Claude Duvalier, Luckner Cambronne zu entlassen. In Ungnade gefallen und ins Exil gezwungen, verblasste Cambronnes politischer Stern in Haiti.
Luckner J. Cambronne starb mit knapp 76 Jahren im Hospital von South Kendall in Miami nach langer Krankheit, berichtete die haitianische Website Pikliz.com.